# Metropolitana di Lucknow
La metropolitana di Lucknow è la metropolitana che serve la città indiana di Lucknow.

## Storia
La costruzione della metropolitana iniziò nel 2014; la prima tratta, lunga 8,5 km e comprendente otto stazioni, fu aperta al traffico il 6 settembre 2017. A lavori conclusi la linea sarà lunga 22,9 km.